# أناديكم
أناديكم هي قصيدة وأغنية وطنية فلسطينية من ديوان "أشد على أياديكم" للشاعر الفلسطيني توفيق زياد الذي كتبها لأول مرة عام 1966، وغناها الفنان أحمد قعبور عام 1975. ولحن القصيدة وغناها الفنان المصري الشيخ إمام في العام 1984.

## عن القصيدة
كتب توفيق القصيدة أثناءأحداث عديدة منها مصادرة الأرض الفلسطينية وسلب الحقوق وممارسات العنف ضد المدنيين، كان في تفكيره ومخيلته القضية الفلسطينية وتشرد شعبنا وحقه في العودة إلى وطنه، وبعد أن كتب محمود درويش عام 1964 سجل أنا عربي وكتب سميح القاسم لن أساوم عام 1965 جاءت كتابة زياد لقصيدة أناديكم عام 1966، فأطلق عليهم غسان كنفاني لقب شعراء المقاومة.
بعد أن كان ديوان "أشد على أياديكم" حبيس الأدراج لسنوات، قرر قعبور بالأشهر الأولى للحرب الأهلية في لبنان عام 1975 ومع سقوط عدد كبير من الجرحى اللبنانيين والفلسطينيين، ببدأ تلحين وتقديم الأغنية لأول مرة برفقة الكورس الشعبي في لبنان بمستشفى ميداني في بيروت، بهدف رفع الروح المعنوية للجرحى والمقاتلين الأبطال وأراد ايضاً توجيه رسالة لتنحية الخلافات جانباً والانتباه للعدو، وشكلت الأغنية بالنسبة لقعبور بداية مشواره الفني المرتبط بحياة البؤس والاحتلال والتعب والمعاناة والفقر.
كانت هذه هي المرة الأول التي غنت فيها أناديكم وبعدها أنتشرت الأغنية وشاعت دولياً، منذ ذلك التاريخ وإلى اليوم مروراً بكل الأحداث التي اندلعت في فلسطين ولبنان منها الانتفاضات الفلسطينية، والحروب وبعد مرور أكثر من أربعين عاماً اصبحت محفورة في تاريخ ووجدان وذاكرة شعبنا الفلسطيني والشعوب العربية وترجمت لأكثر من أربع لغات. هذا النمط من الغناء الشعبي والغناء الثوري الملتزم كان مواكباً لصعود العمل الفدائي والعمليات التي كانت تتم بأرضنا المحتلة. هذا الشعر الشعبي الموجود حالياً هو إمتداد لنوح إبراهيم الذي إستشهد عام 1938 الذي كتب الأهازيج للثوار والأناشيد والأغاني والأشياء الساخرة من الإنجليز.

## كلمات القصيدة
أناديكم أشد على أياديكم
وأبوس الأرض تحت نعالكم
وأقول أفديكم
وأهديكم ضيا عيني
ودفئ القلب أعطيكم
فمأساتي التي أحيا
نصيبي من مآسيكم
أنا ما هنت في وطني
ولا صغرت أكتافي
وقفت بوجه ظلامي
يتيماً عارياً حافي
حملت دمي على كفي
وما نكست أعلامي
وصنت العشب الأخضر
فوق قبور أسلافي
أناديكم أشد على أياديكم
وأبوس الأرض تحت نعالكم
وأقول أفديكم

## شرح القصيدة
يعيش الشاعر مأساة شعبه ويتوحد معه في مصابه الأليم، فمصاب الشاعر واحد مع أبناء وطنه وهو جزء لا يتجزأ من القضية الفلسطينية. يوجه الشاعر الخطاب إلى الشعب الفلسطيني المناضل، وينادي أبناء فلسطين ويشد على موقفهم في الصمود والثبات، ويؤيد نضالهم وثباتهم في وجه المحتل الغاصب، وقد شبه الشاعر نورَ العين بشيء مادي يهديه إلى الشعب الفلسطيني، ثم يتابع الشاعر قوله بأنه سيضحي بأغلى ما سيملك لشعبه المناضل فهو سيقدم لهم نور عينيه ويعطيهم ويهبهم دفء قلبه، ويقصد بأنه سيعطي شعبه المناضل كل الحب والحنان والدّعم والتعاطف والمحبة الشديدة والمكانة العظيمة التي يحملها الشّاعر لشعبه، والشاعر يصوّر دفءَ القلب كالشيء المادي الذي يمكن أن يعطيه لأبناء فلسطين الغالي.